# Rábakovácsi
Rábakovácsi 1970-ben Meggyeskovácsiba olvadt egykori község Vas vármegyében, a Sárvári járásban.

## Nevének eredete
A vasvári várispánság kovácsait telepítették ide a középkorban, innen kapta a Kovácsi nevet. Később (Rába)Kovácsi, Rába Kovácsi, Rába-Kovácsi alakban említették a többi Kovácsi nevű településtől való megkülönböztetésül.

## Fekvése
Szombathelytől 20 km-re délkeletre, Sárvártól 11 km-re délnyugatra, Balozsameggyestől 2 km-re északkeletre, a Rába bal partján fekszik. 

## Története
Kovácsi falut 1251-ben említették először, ekkor, sőt már korábban is a vasvári várispánsághoz tartozott. 1274-ben IV. Lászlótól a Ják nemzetség tagjai, Ebed és Benedek fiai kapták meg. A település birtokosa a 18. század második feléig a Pethő család volt. A község birtokosa volt Béri Balogh Ádám is. Talán kevéssel 1780 előtt vétel útján a gróf Batthyány család kezébe került. Ebből az időből való a falu közepén álló kastély.
Vályi András szerint „Rába Kovácsi. Elegyes falu Vas Várm. földes Ura G. Batthyáni Uraság, a’ kinek Kastéllyával díszesíttetik, lakosai katolikuosk, fekszik Egyházszeghez nem meszsze, mellynek filiája, határja síkos, földgye termékeny, réttye elég, és jó, fája, legelője, erdeje vagyon, piatzozása Köszögön, és Szombathelyen, malmai hasznosak.”
Fényes Eleknél „Rába-Kovácsi, magyar falu, Vas vmegyében, a Rába mellékén, az ikervári uradalomban: 513 kath., 10 zsidó lak. Mind földei, mind különösen rétjei igen jók. Ut. p. Szombathely.”
1888-ban a belügyminiszter rendeletileg egyesítette Kovácsit és Egyházszeget.
A szomszédos Balozsameggyes községgel 1970. július 1-jén egyesítették „Meggyeskovácsi” néven.

## Külső hivatkozások
- Meggyeskovácsi község hivatalos honlapja
- Batthyány–Arz-kastély – Műemlékem.hu